# Spinomantis phantasticus
Espèce
Synonymes
- Mantidactylus phantasticus Glaw & Vences, 1997 "1996"

Statut de conservation UICN

 LC  : Préoccupation mineure
Spinomantis phantasticus est une espèce d'amphibiens de la famille des Mantellidae.

## Répartition

Aire de répartition de Spinomantis phantasticus.

Cette espèce est endémique de Madagascar. Elle se rencontre de 500 à 1 200 m d'altitude du mont Marojejy jusqu'aux environs d'Andasibe,.

## Description
Les 3 spécimens mâles adultes observés lors de la description originale mesurent entre 35,5 mm et 37,9 mm de longueur standard. Son dos est vert marbré de brun avec des épines sur tout son corps. Son ventre est verdâtre.

## Étymologie
Son nom d'espèce, du latin, phantasticus (dérivé du grec phantasia, « fantaisie »), « fantastique », lui a été donné en référence à son apparence.

## Publication originale
- Glaw & Vences, 1997 "1996" : Neue Daten über die Mantidactylus-Untergattung Spinomantis (Anura: Ranidae: Mantellinae) aus Madagaskar, mit Beschreibung einer neuen Art. Salamandra, vol. 32, p. 243-258 (texte intégral).